# Canthigaster amboinensis
Canthigaster amboinensis és una espècie de peix de la família dels tetraodòntids i de l'ordre dels tetraodontiformes.

## Morfologia
- Els mascles poden assolir 15 cm de longitud total.[1]

## Alimentació
Menja principalment algues i, en menor quantitat, poliquets, eriçons de mar, mol·luscs, tunicats, coralls, crustacis i esponges de mar.

## Hàbitat
És un peix marí, de clima tropical i associat als esculls de corall que viu entre 1-16 m de fondària.

## Distribució geogràfica
Es troba des de l'Àfrica oriental fins a les Illes Galápagos, el sud del Japó, Hawaii, la Gran Barrera de Corall i les Illes de la Societat.

## Observacions
És inofensiu per als humans.